# Académie d'architecture de l'Oural
L'Académie d'architecture de l'Oural (Académie d'État des arts visuels et de l'architecture de l'Oural, en russe : Уральская государственная архитектурно-художественная академия, souvent abrégé USAAA ou en russe УрГАХА) est une université située à Ekaterinbourg, en fédération de Russie.

## Histoire
L'université est fondée en 1947 en tant que département d'architecture de l'Université technique d'État de l'Oural. En 1967, elle est réorganisée et devient une branche de l'Institut d'architecture de Moscou, devenu plus tard une école d'architecture indépendante nommée à l'origine Institut d'architecture de Sverdlovsk.
C'est l'une des écoles de design et d'architecture les plus prestigieuses de Russie. L'Académie compte vingt chaires, six départements et deux instituts (Institut des arts visuels et Institut d'urbanisme). Depuis 1992, l'Académie publie la revue scientifique Archiecton: izvestiya vuzov ("Architecton: Actes de l'enseignement supérieur").

## Aperçu
L'Académie est connue pour le rôle qu'elle a joué dans la formation de la sous-culture rock (sous-culture de la résistance, en fait) en URSS. Le Sverdlovsk Rock Club fondé à l'Académie en 1986 a été le berceau d'un nombre considérable de groupes de rock russes réputés tels que Urfin Dzhyus, Chaif, Nautilus pompilius, Nastya, Trek, Agatha Christie.

## Anciens étudiants
- Vyacheslav Butusov, chanteur et compositeur soviétique et russe, l'un des fondateurs de Nautilus Pompilius
- Vladimir Khotinenko, acteur, réalisateur et designer soviétique et russe
- Oksana Cherkasova, réalisatrice et animatrice soviétique et russe de films d'animation